# دردو غاتاك
دردو غاتاك هي مركبة قتال جوي دون طيار شبحية هندية تحت التطوير، قامت بأول رحلة طيران لها في 1 يوليو 2022.